# Флорентійське кальчо

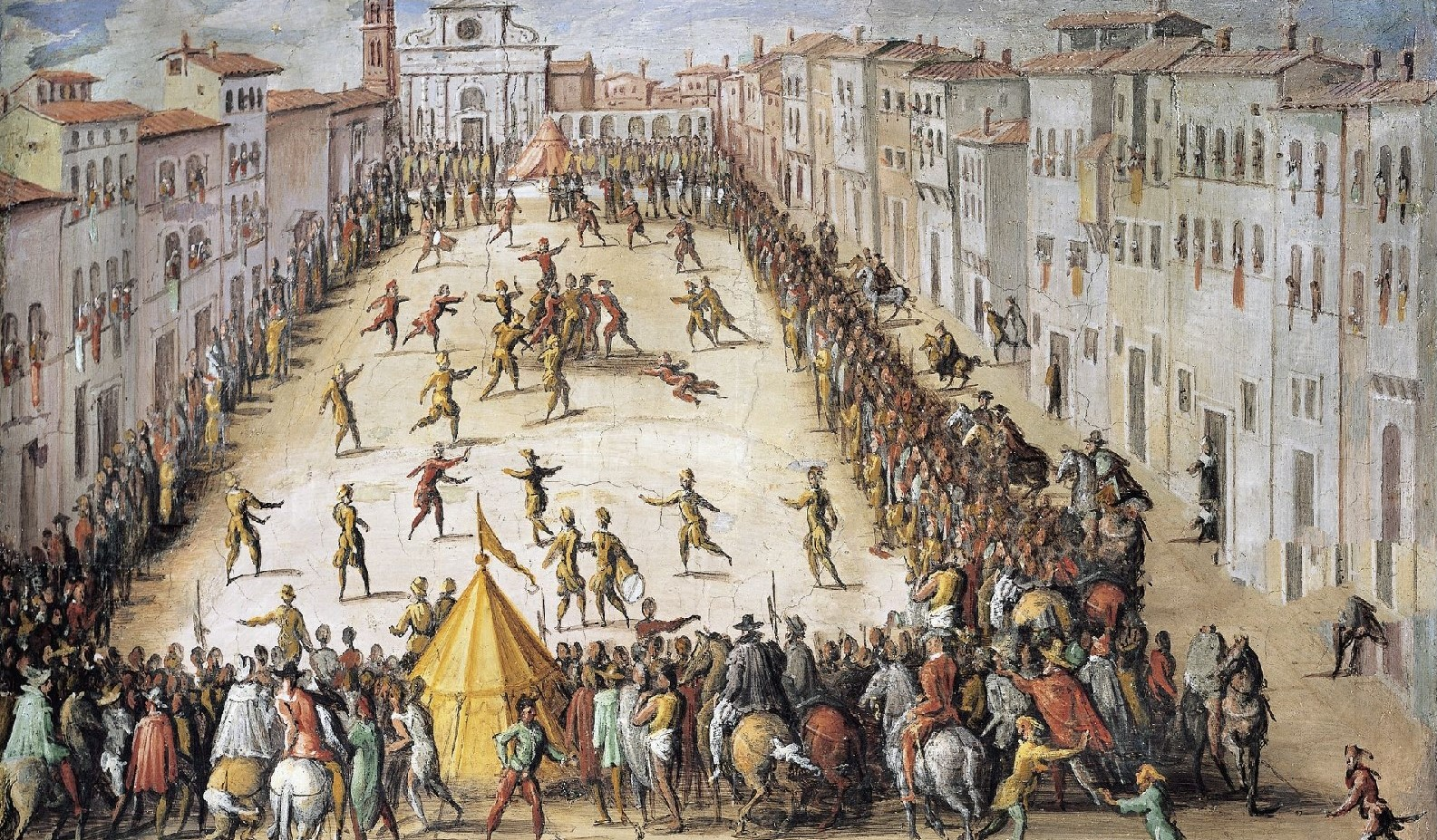
Джованні Страдано. Кальчо на площі Санта-Марія Новелла (раніше 1605)

Флорентійське кальчо (італ. Calcio storico fiorentino) — командна гра, одна з ранніх форм сучасних футболу та регбі, що виникла в Італії в добу Відродження. Вважається, що ця гра зародилася на площі Санта-Кроче у Флоренції, де стала відомою як «giuoco del calcio fiorentino» або просто «calcio» («удар»). Цим словом і зараз в Італії називають футбол. Можливо, гра виникла як відродження римської гри в м'яч — гарпастуму (лат. harpastum).
Мета гри — забити противнику якомога більше голів у будь-який спосіб. Допускається атака гравців команди супротивника, які не володіють м'ячем, з використанням прийомів боротьби та кулачного бою.
Сучасний футбол перейняв із кальчо яскраве оформлення дійства, клубні кольори та прапори.

## Історія

### Кальчо в добу Відродження

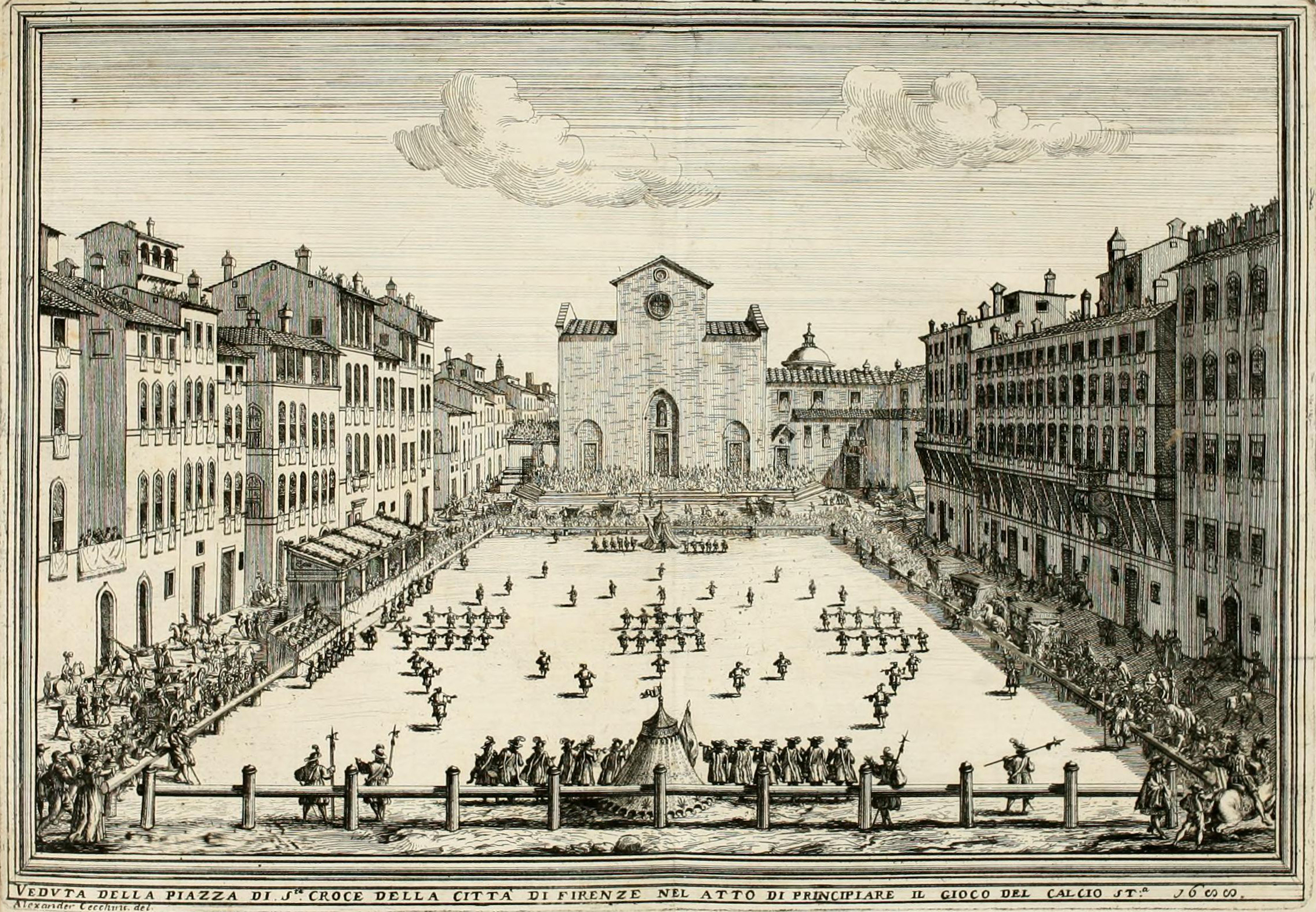
Кальчо на площі Санта-Кроче (1688)

Кальчо в XV столітті було розвагою багатих аристократів, які щовечора грали в нього між святом Богоявлення та Великим постом. Навіть папи, такі як Климент VII, Лев XI та Урбан VIII, займалися цим видом спорту у Ватикані. Ігри часто були жорстокими.
Флорентійський різновид кальчо вже існував у XV столітті, оскільки відомо про матч 1490 року в холодний день, коли річка Арно була вкрита кригою.
Інший відомий матч у Флоренції відбувся 17 лютого 1530 року, незважаючи на облогу міста імперськими військами Карла V. У «шляхетну гру» на площі Санта-Кроче грали лише знатні воїни, лорди, дворяни та князі.
У 1574 році Генріх III Французький відвідав гру «бій на мосту», яку влаштували на його честь під час візиту до Венеції. Залишилися свідчення, що король сказав: «Занадто мало, щоб бути справжньою війною, і занадто жорстоко, щоб бути грою».
Версія правил гри вперше була записана Джованні де Барді в кінці XVI століття.

### Сучасне відродження кальчо

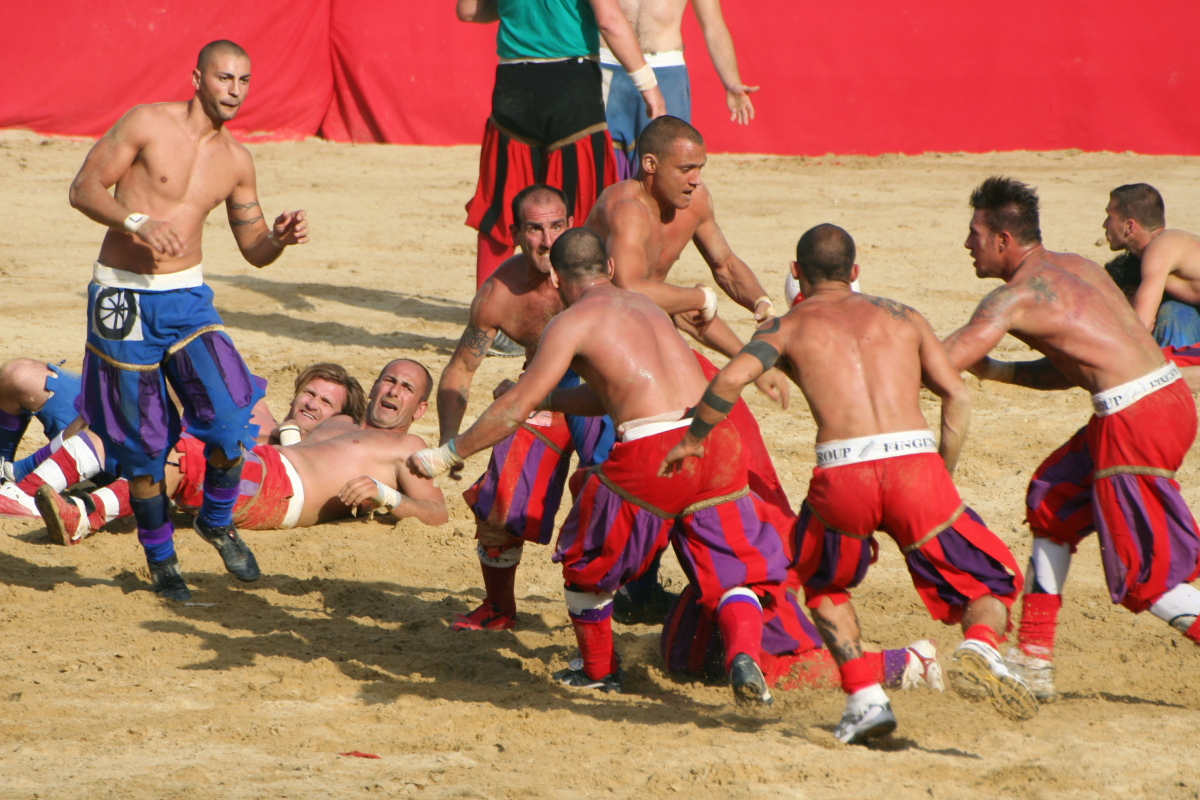
Матч між «синіми» та «червоними» в 2008 році

Інтерес до кальчо згас на початку XVII століття. Однак у 1930 році гра була відновлена в Королівстві Італія, коли його очолював Беніто Муссоліні. У кальчо грали аматори на вулицях і площах, використовуючи м'ячі ручної роботи з тканини або шкіри тварин. Зараз у третій тиждень червня на площі Санта-Кроче у Флоренції проводяться три матчі щороку. Представлені команди з чотирьох історичних кварталів міста:
- Санта-Кроче / Адзуррі (сині)
- Санта-Марія Новелла / Россі (червоні)
- Санто-Спіріто / Бьянкі (білі)
- Сан-Джованні / Верді (зелені)

Герб «білих» із Санто-Спіріто
Герб «синіх» із Санта-Кроче
Герб «червоних» із Санта-Марія Новелла
Герб «зелених» із Сан-Джованні

Переможці двох стартових півфінальних ігор виходять до фіналу, який проходить 24 червня, на свято Сан-Джованні (Івана Хрестителя), покровителя Флоренції. Часто ці жорстокі змагання призводять до травм гравців, і навіть до смерті. Сучасна версія кальчо не сильно змінилася в порівнянні з грою доби Ренесансу: все ще дозволені удари головою, ліктями, кулаками, придушення. Однак через летальні випадки наразі заборонили удари кулаками та ногами по голові. Також заборонено нападати на суперника більш ніж одному гравцю. Будь-яке порушення призводить до видалення з гри.
Одним із сучасних нововведень є присутність на майданчику команди медиків, які надають першу медичну допомогу гравцям прямо на полі без зупинки гри.

## Правила

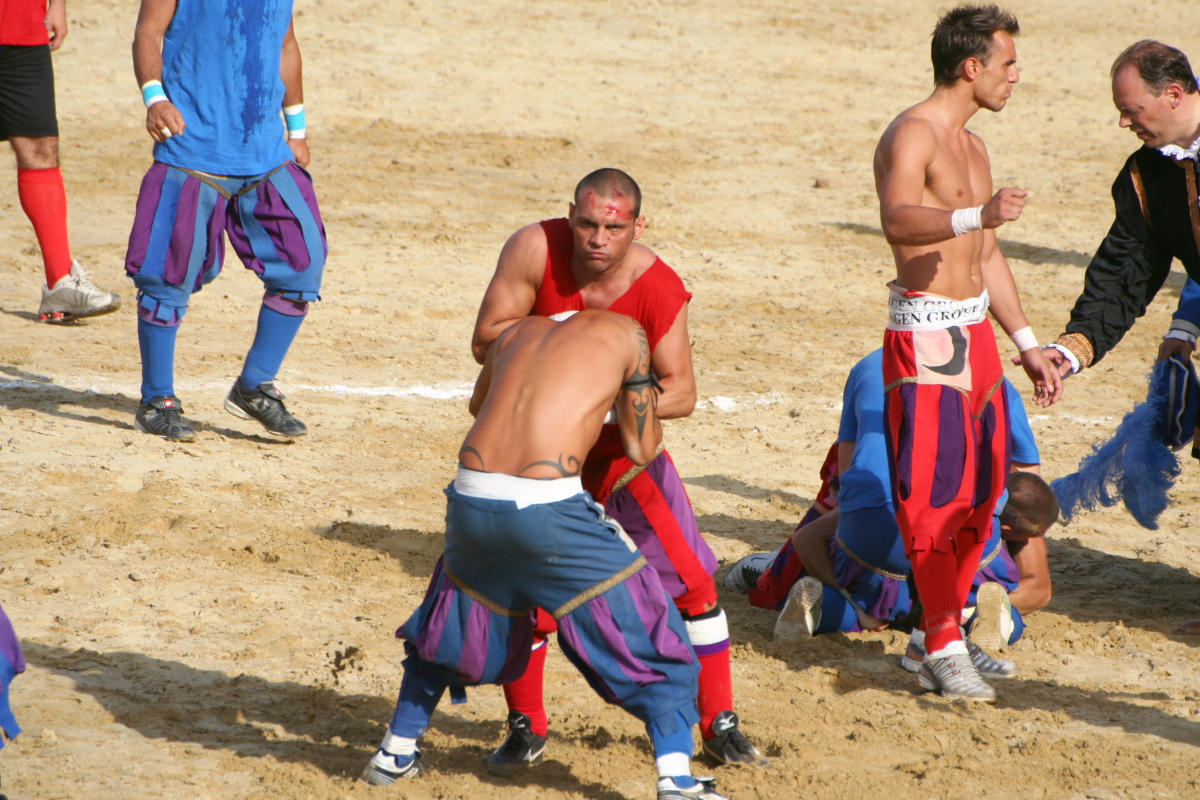
Матч між «синіми» та «червоними» в 2008 році

Матчі тривають 50 хвилин на полі, покритому піском, довжиною вдвічі довше ширини (приблизно 100 м × 50 м або 109 на 55 ярдів). Біла лінія ділить поле на два однакових квадрата, а сітка воріт проходить по ширині кожного кінця поля.
М'яч для гри у флорентійське кальчо за розміром близький до баскетбольного, виготовляється зі шкіри, набитої козячою шерстю. Гравці одягнені за традиціями, що збереглися з XVI століття — штани за тодішньою модою, при цьому торс залишають голим.
У кожній команді по 27 гравців, заміни травмованих або вилучених гравців не дозволяються. Найбільше нападників, які називаються «іннанці» (італ. innanzi), їх п'ятнадцятеро. Вони поділяються на три категорії по 5 осіб: ліві, центральні та праві. Наступні 5 гравців — півзахисники, або «скончаторі» (італ. sconciatori). Далі розташовуються троє захисників, або «даторі іннанці» (італ. datori innanzi). За ними — четверо голкіперів, «даторі індьєтро» (італ. datori indietro). Намет капітана і прапороносця розташований по центру сітки воріт. Вони не беруть активної участі в грі, але можуть організувати свої команди й час від часу виступати в ролі суддів (італ. caccas), головним чином, щоб заспокоїти своїх гравців або припинити бійки.
Суддя та шість лайнсменів обслуговують матч у співпраці з суддівським комісаром, який перебуває поза полем. Рефері, перш за все, відповідає за те, щоб гра проходила гладко, виходячи на поле лише для підтримки дисципліни та відновлення порядку, коли відбуваються бійки.

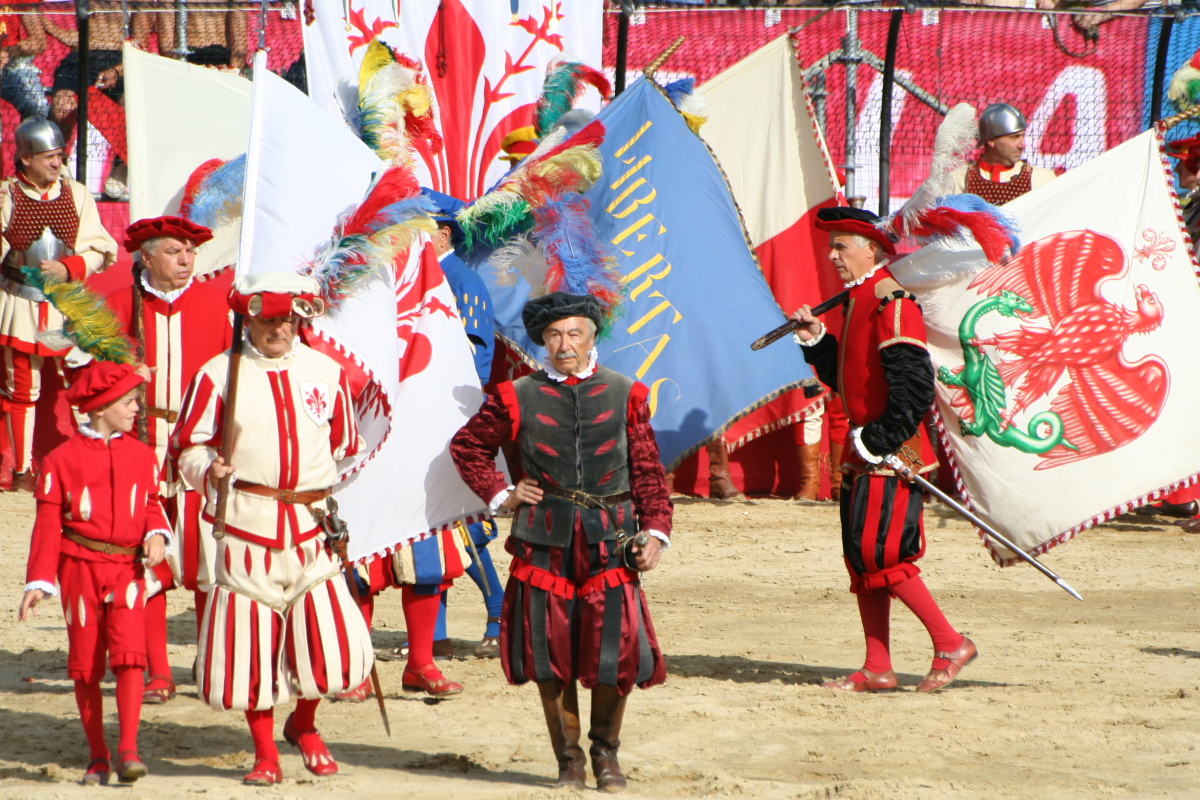
Парад у 2008 році

Про початок гри сповіщають постріли з маленької гармати — колобрини. По 15 нападників із обох команд починають борню в стилі змішаних бойових мистецтв, використовуючи удари кулаками, ногами, підніжки, боротьбу, щоб вимотати та нейтралізувати захист противників. Це часто переходить у справжню бійку. Коли достатня кількість гравців суперника нейтралізовані, інші гравці, пасуючи один одному, намагаються прорватися на чужу половину поля й будь-яким способом завести м'яч у ворота.
Після кожного голу, команди міняються половинами поля. Раніше, за традицією, команда, яка забила м'яч, ішла на іншу половину поля, тріумфуючи, співаючи пісні й несучи свої прапори. На чолі колони стояв автор голу. Команда, яка пропустила гол, ішла похмуро й з опущеними прапорами.
Важливо кидати мяч у ворота влучно, адже коли гравець кидає або б'є м'яч вище сітки, команда суперника отримує половину бала.
Одним із сучасних нововведень є присутність на майданчику команди медиків, які надають першу медичну допомогу гравцям прямо на полі без зупинки гри.
Гра закінчується через 50 хвилин, і перемагає команда, яка набрала найбільшу кількість балів, які називають «катча» (італ. caccia).
Раніше команда-переможець отримувала корову кіанської породи. Однак зараз це зведено до безкоштовної вечері для переможців; гравці не отримують жодної іншої компенсації.

## У популярній культурі
У фільмі 2017 року «Загублений у Флоренції» Бретт Далтон грає колишню зірку студентського американського футболу, яка їде до Італії та бере участь у флорентійському кальчо.
У четвертому епізоді телесеріалу «Медічі: Володарі Флоренції» — «Судний день» — головні герої згадують, як брали участь у грі в кальчо на головній площі Флоренції.
Роман Гіларі Ментел «Дзеркало й світло» про Томаса Кромвеля містить опис кальчо початку XVI століття, в якому змальовується жорстокість гри.
Перший епізод серіалу 2020 року «Оригінальні види спорту» (або «Домашня гра» — англ. Home Game) від Netflix присвячений історичному кальчо. Окрім історичної інформації, в ньому представлені закулісні портрети та інтерв'ю з гравцями матчу «червоних» проти «білих» 2019 року.